# Yutaro Oda
Yutaro Oda (小田 裕太郎 Oda Yutaro?), född 12 augusti 2001 i Hyōgo prefektur, är en japansk fotbollsspelare.
Oda började sin karriär 2019 i Vissel Kobe.